# Portuguesa Fútbol Club
El Portuguesa Fútbol Club es un club de fútbol profesional venezolano con sede en Acarigua-Araure, Estado Portuguesa. Actualmente juega en la Primera División de Venezuela y disputa sus partidos como local en el Estadio José Antonio Páez.
Fue fundado el 9 de abril de 1972, ha obtenido cinco títulos de campeón en Primera División de Venezuela (cuatro de ellos de forma consecutiva), tres subcampeonatos y tres títulos de Copa Venezuela en la década de 1970 y comienzo de los años ochenta. Es el primer equipo venezolano en haber participado en las semifinales de la Copa Libertadores de América. Ha descendido en cuatro oportunidades en su historia, por última vez en la temporada 2012-13. Se identifica desde su creación en 1972 por el uniforme de color rojo y negro. Hasta la fecha es el único equipo de la Primera División de Venezuela en ganar cuatro veces el título de forma consecutiva.
Tras 40 años de ausencia, volvió a disputar la Copa Libertadores en 2024, luego de haber terminado entre los primeros cuatro lugares de la fase regular del campeonato venezolano, clasificando a la fase previa 2 del torneo continental después de quedar tercero en el cuadrangular final.

## Historia
El 12 de febrero de 1972, reunidos en el Club Ítalo Venezolano de Araure, un grupo de empresarios se dio a la tarea de formar un equipo de fútbol profesional que representará a Portuguesa, aunque para ese entonces jamás se imaginaron los logros a corto plazo que tendría su idea. 
Desde su nacimiento, el 9 de abril de 1972, bajo el mando de su presidente Don Gaetano Costa y del director técnico Isidoro “Pescaito” Rodríguez, el equipo rojinegro tuvo una primera década digna de admirar, consiguiendo los campeonatos de los años 1973, bajo la dirección de Walter "Cata" Roque, en 1975 bajo el yugo del exfutbolista yugoslavo, Vladimir Popović, en 1976, dirigidos por Benjamín Fernández, 1977, con la vuelta de Popović y en 1978 con Celino Mora. Sumados a esos cetros, "El Penta", apodo recibido por sus cinco títulos, alzó la Copa Venezuela en 1973, 1976 y 1977, además de ser subcampeón de primera división en las temporadas de 1974, 1980 y 1983. 

### Década de gloria (1970-1980)

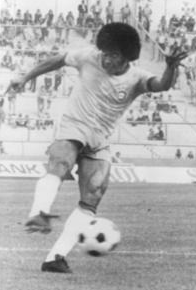
Jairzinho es considerado como uno de los jugadores de más renombre que han pasado por el club y por el fútbol venezolano.

Grandes figuras han vestido la camiseta del Portuguesa F.C en toda su historia. A nivel internacional el club rojinegro también es referencia cuando se habla de fútbol venezolano, ya que en su palmarés cuenta con una semifinal de Copa Libertadores en 1977  donde venció al Internacional de Porto Alegre 3 por 0. Se destaca por haber conquistado varias victorias frente a equipos colombianos como: Millonarios Fútbol Club, Deportivo Cali, América de Cali, Independiente Santa Fe, Cúcuta Deportivo, Independiente Medellín y Atlético Nacional. Ha vencido también a El Nacional, Guabirá, Cerro Porteño, Club Libertad, Club Necaxa y los conjuntos peruanos Sport Boys, Sporting Cristal, Melgar y Unión Huaral. Venció también a equipos europeos tales como Marítimo de Funchal, Calcio Pescara, Las Palmas y un empate al Cosmos de Nueva York de Pelé, Beckenbauer y Carlos Alberto.
El "Penta" ha participado en nueve Copa Libertadores, siendo seis de ellas consecutivas desde el año 1974 cuando venció al Millonarios inaugurando el mítico Estadio José Antonio Páez construido por el fallecido Dr. Juan Pedro del Moral y Arnaldo Alvarado, hasta 1979. Su primer partido oficial fue el 9 de abril de 1972 frente al Anzoátegui Fútbol Club en Puerto La Cruz, mientras que su primer título lo conquistó el 27 de mayo de 1973 al doblegar 3-2 a Estudiantes de Mérida en el Estadio Bachiller Julio Hernández Molina de béisbol, alzando la Copa Venezuela. Su primer campeonato llegó el 16 de diciembre de ese mismo año, al vencer 1-0 al Deportivo Italia en el mismo escenario.
Así como la chequera rojinegra de ese legendario equipo de los 70 no reparaba en invertir para traer la mejor importación, tampoco se contenía al fichar lo más granado del talento criollo.
En 1977 se dio para aquel entonces, la transacción más grande de la historia por un criollo, al fichar al volante de Estudiantes de Mérida, Richard Páez por 200.000 bolívares. La Copa Libertadores 1977 fue inolvidable para el Portuguesa, ya que aportó el primer goleador de un equipo venezolano en Copa Libertadores: el tucumano, Juan César Silva con 5 tantos, igualado con Néstor Scotta del Deportivo Cali. Además llegó a semifinales (pasar primero en la fase de grupos llevaba automáticamente a otro grupo semifinal) luego de despachar a Estudiantes de Mérida y a los peruanos Sport Boys y Club Sport Unión Huaral. En semifinales no pudo con los equipos brasileños Internacional de Porto Alegre y Cruzeiro, a pesar de derrotar 3-0 a los primeros en Araure.

### Altos y bajos (1980-1993)
No son muchos los equipos que pueden jactarse de decir que ostentan más de 40 años en el fútbol venezolano a pesar de los altos y bajos.
En 1983 logró el subcampeonato del torneo 1983 y jugó la Copa Libertadores, en 1986 logró clasificar en primer lugar en la ronda del todos contra todos y caer en el hexagonal final. En esa década se mantuvo a flote con la colaboración de empresas, entes gubernamentales y una consecuente fanaticada que los apoyaba domingo a domingo en las buenas y malas.
En los 90s el equipo sufrió una debacle importante en Primera División, tuvo una mala racha que se mantuvo desde 1989 hasta 1993, año donde le fue aún peor y a mediados de año descendió por primera vez en su historia a la Segunda División de Venezuela.

### Segunda División (1994-1999)
Cuando andaba imparable camino hacia la élite en la temporada 1993-1994 de Segunda División, la FIFA emite una resolución según la cual, tras la demanda de un jugador costarricense, donde se ordenaba enviar al conjunto rojinegro a la división inferior más cercana, por lo que tuvo que descender a la Sub-20, situación que llevó a los directivos de la época a sacar al equipo de escena.
Para la zafra de 1995-1996 de la mano de Graziano Dorta y del exjugador retirado en 1982 Carlos Felipe Núñez junto a un grupo de personas muy responsables y comprometidas, Portuguesa reaparece en Sub-20 y se queda con el subcampeonato pasando a afrontar la campaña 1996-1997 en Segunda División.
Durante todos esos años, el "Penta" tuvo que batallar con problemas económicos por falta de apoyo, llegando inclusive a temerse su total desaparición, fueron años entre la Primera División de Venezuela y la Segunda División de Venezuela.

### Ascensos y descensos (2000-2010)
Disputó como invitado la temporada 2000-01 en el segundo semestre del 2000 cuando se realizó la Copa República Bolivariana de Venezuela, no clasificó y no pudo participar en el Torneo Nacional 2001. En el torneo de primera 2001-02 no le fue nada bien, ya que terminó penúltimo de la tabla acumulada y en mayo del 2002 descendió luego de caer en el repechaje frente al Carabobo. 
El rojinegro retornó a la élite del balompié nacional a mediados del 2006 cuando se llevó los máximos honores de la Segunda División Venezolana con el alcalde de Araure José Rafael Vásquez como presidente y Liberio Mora como director técnico. 
Celebrando el regreso a Primera y con el apoyo de grandes empresas el club tuvo un gran equipo y batalló fuerte durante un par de temporadas, llegando a estar cerca de entrar a la Copa Sudamericana. 
El nuevo “debacle rojinegro” llegó en la temporada 2008-09, cuando quedó en la última posición, por debajo del Estrella Roja.

### El Descenso frustrado del 2015
Aprobado torneo de 20 equipos para la Primera División venezolana: Llaneros y Portuguesa Fútbol Club no descienden.
Este miércoles 6 de mayo del 2015 fue aprobado el torneo de 20 equipos para la Primera División venezolana, que se jugará de agosto a diciembre, la fecha de inicio aún está por confirmar.

Así, los equipos Llaneros de Guanare y Portuguesa FC (que habían perdido la categoría al culminar últimos en el Clausura 2015) no perderán la categoría y más bien se sumarán dos equipos de la Segunda División.
El nuevo campeonato se llama “Torneo Adecuación” y contará con 19 jornadas, 8 clasificados a la liguilla para decidir al campeón.
Según la cuenta de Twitter @MovistarLiga, La FVF negocia con las televisoras interesadas en transmitir que los partidos se jueguen viernes, sábado y domingo en diferentes horarios.

## Infraestructura

### Estadio

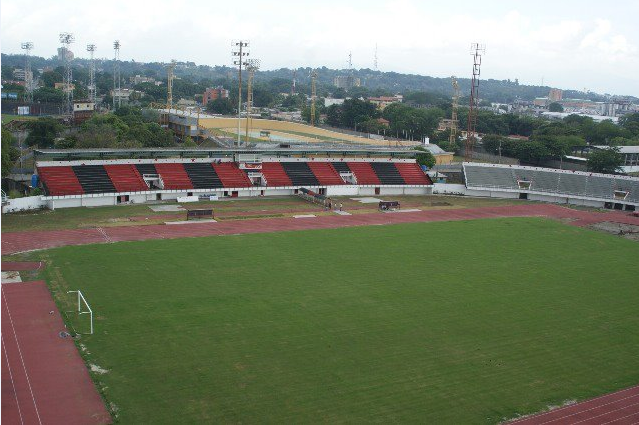
Estadio Gral. José Antonio Páez

El Estadio José Antonio Páez es una infraestructura deportiva construida para la práctica de fútbol, ubicada en la ciudad de Araure, en el estado Portuguesa en los llanos occidentales de Venezuela. A pesar de no ser la capital de la región, se construyó la edificación en ese lugar por el pujante desarrollo de esta localidad llanera; debe su nombre al reconocido prócer de la independencia Venezolana y primer presidente de Venezuela, José Antonio Páez.
Es la sede del Portuguesa Fútbol Club, ubicado actualmente en la Primera División de Venezuela. Sus instalaciones tienen capacidad para albergar 14 mil espectadores aproximadamente; en 2007 fue sometido a considerables mejoras para ser utilizado en los Juegos Nacionales Deportivos Llanos 2007.
La instalación fue sometida a una nueva etapa de recuperación total que consta de 3 etapas: la primera fue entregada el 23 de septiembre de 2011, donde se llevó a cabo la recuperación total del engramado, los baños de las tribunas populares, la construcción de un gimnasio para los jugadores, baños duchas y vestidores para dicho gimnasio, construcción de una caseta de transmisión, impermeabilizado y pintado de todas las tribunas.

### Ciudad y Sede Deportiva
Portuguesa FC recibió adjudicación y asignación de terrenos para sede deportiva.
La Gobernación del estado Portuguesa entregó al Portuguesa Fútbol Club los terrenos donde construirán la sede deportiva del equipo, proyecto que empezarían a encaminar el próximo año.
El presidente del club cinco veces ganador en el fútbol venezolano, Generoso Mazzocca, mostró el proyecto para la construcción de esta sede.
La Sede Deportiva Portuguesa FC quedaría ubicada en el Sector Los Malabares de la ciudad de Araure.

### Estadio Alterno

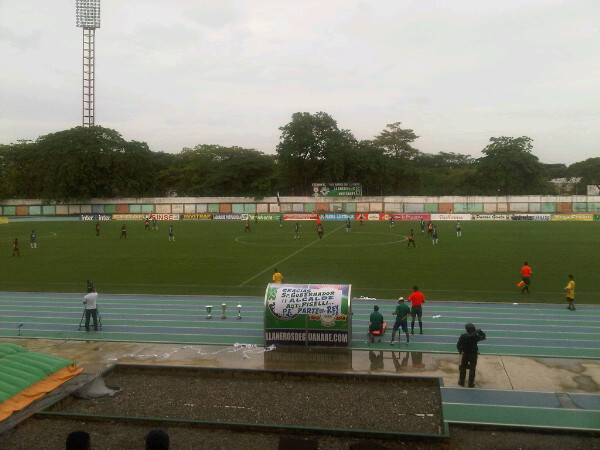
Vista del Estadio Rafael Calles Pinto.

El Estadio Rafael Calles Pinto, es una infraestructura deportiva usada comúnmente para la práctica del fútbol, ubicada en la ciudad de Guanare, tiene una capacidad de al menos unos 7 mil espectadores. Recientemente y a través del IND se inició se proyectó el proceso de reparación de esta estructura que incluía el techado de la tribuna principal, reconstrucción de la cerca perimetral, construcción del edificio administrativo y ampliación de las gradas. Remodelado en 2007 en marco a los juegos deportivos nacionales llanos 2007.

## Afición
Posee una buena base de fanáticos, por ser un club exitoso en el pasado del fútbol venezolano, teniendo grupos organizados como los Lanceros Rojinegros quienes por lo general se ubican en la tribuna Sur, llamada "Pedro Pascual Peralta" del Mítico Estadio General José Antonio Páez.

## Indumentaria
- Uniforme titular: Camiseta roja y negra, pantalón negro y medias negras.
- Uniforme alternativo: Camiseta blanca y magas cortas roja y negra, pantalón negro y medias rojas.
- Se caracteriza por ser el primer rojinegro de Venezuela.

### Evolución de Uniforme
| Primera equipación | (Ver evolución) | Equipación Actual |

### Uniforme Actuales
|  |  |  |

### Indumentaria
| Período       | Proveedor            |
| ------------- | -------------------- |
| 1972-2007     | Sin Indumentaria     |
| 2008-2010     | Runic                |
| 2010-2011     | Sin Indumentaria     |
| 2011-2012     | Winlife Sport Wear   |
| 2012-2013     | Yess Sport           |
| 2013-2014     | Bandera de Alemania  |
| 2015-2016     | Bandera de Alemania  |
| 2017 - 2021   | Mundo Creativo       |
| 2022 - 2023   | Bandera de Venezuela |
| 2023 - 2024   | Attle                |
| 2024-presente | Bandera de Venezuela |

### Patrocinio
| Período         | Proveedor |
| --------------- | --- |
| 1972-2008       | Banco Industrial / Coposa / Motiasca                                                                                              |
| 2008-2009       | Garzón Hipermercado Expresos Los Llanos                                                                                           |
| 2010-2012       | Sin patrocinador |
| 2012-2013       | Yess Sport Minci Oleica (Aceite Portumesa) Gobernación de Portuguesa                                                              |
| 2014-2015       | T&C Sports Management Oleica (Aceite Portumesa) Alimentos Mary JHS AVES Portuguesa Socialista Caposa Tuampolla.com Agrícola A y B |
| 2015-2016       | Alimentos Mary Gobernación de Portuguesa ANCA Aceite Portuguesa FarmaSanRoque ALIVENSA Arroz Santoni                              |
| 2017            | Mundo Creativo ALIVENSA Alimentos Mary FarmaSanRoque Arroz Santoni AsoPortuguesa Doña Emilia                                      |
| 2018-Actualidad | Mundo Creativo ALIVENSA Alimentos Mary FarmaSanRoque Arroz Santoni AsoPortuguesa Doña Emilia Gobernación de Portuguesa            |

## Rivalidades
1-  Clásico Rojinegro
Portuguesa disputa el llamado "Clásico Rojinegro" contra Deportivo Lara, como su nombre lo indica, esta rivalidad nace porque ambos equipos comparten colores, además por la cercanía que hay entre el estado Lara y el estado Portuguesa y por los múltiples enfrentamientos entre las barras bravas de los dos equipos (Este clásico es de los más peligrosos y con más incidentes en Venezuela).  Para muchos aficionados del Portuguesa es considerado este clásico el de más rivalidad.

### 2-Clásico Añejo del fútbol venezolano
Portuguesa disputa el llamado ''Clásico añejo del fútbol venezolano'' contra Estudiantes de Mérida, son estos dos de los clubes más tradicionales y el clásico más antiguo en vigor. El primer encuentro del historial entre ambos se dio en el 28 de mayo de 1972 por Copa Venezuela, en las ciudades gemelas dejando un empate de 1-1 con goles de Chiazzaro al 73 y Cholo Mendoza al minuto 79, convirtiéndolo así en el clásico más antiguo en vigor en el país.

#### Números totales
*Actualizado hasta el 16 de julio de 2023
| Competencia       | Partidos Jugados | Ganados Portuguesa | Partidos Empatados | Ganados Estudiantes | Goles de Portuguesa | Goles de Estudiantes |
| ----------------- | ---------------- | ------------------ | ------------------ | ------------------- | ------------------- | -------------------- |
| Primera División  | 114              | 44                 | 31                 | 36                  | 125                 | 110                  |
| Copa Venezuela    | 18               | 5                  | 5                  | 8                   | 24                  | 27                   |
| Copa Libertadores | 6                | 2                  | 3                  | 1                   | 7                   | 3                    |
| Total             | 134              | 51                 | 38                 | 45                  | 156                 | 140                  |

### 3-  Clásico Portugueseño
Portuguesa disputa el llamado ''Clásico Portugueseño'' contra Llaneros de Guanare, son estos dos los clubes más importantes del estado, y un clásico muy regionalista por tratarse de equipos del mismo estado, y contar ambos con una buena cantidad de fanáticos en el estado. El primer encuentro del historial entre ambos se dio el 28 de septiembre de 1986 (con un empate a cero) y continuando hasta el día de hoy.

#### Números totales
*Actualizado hasta el 8 de septiembre de 2019
| Competencia      | Partidos Jugados | Ganados Portuguesa | Partidos Empatados | Ganados Llaneros | Goles de Portuguesa | Goles de Llaneros |
| ---------------- | ---------------- | ------------------ | ------------------ | ---------------- | ------------------- | ----------------- |
| Primera División | 19               | 7                  | 6                  | 6                | 21                  | 19                |
| Copa Venezuela   | 6                | 3                  | 2                  | 1                | 11                  | 11                |
| Segunda División | 4                | 2                  | 0                  | 2                | 6                   | 7                 |
| Total            | 29               | 12                 | 8                  | 9                | 38                  | 37                |

## Datos del club
- Fundación: 9 de abril de 1972.
- Temporadas en 1ª: 38 (1972 - 1992/93, 2000/01 - 2001/02, 2006/07 - 2008/09, 2012/13, 2014/15 - Presente).
- Temporadas en 2ª: 15 (1993/94 - 1999/00, 2002/03 - 2005/06, 2009/10 - 2011/12, 2013/14).
- Copa Venezuela: 31 (1973 - 1975, 1976, 1977, 1978, 1979, 1980, 1981, 1982 - 1985 - 1987, 1988, 1989, 1990, 1991, 1992, 1993, 1994 - 2007, 2008, 2009, 2010, 2011, 2012, 2013, 2014, 2015, 2016, 2017, 2018, 2019).
- Mayor goleada conseguida:
  - En campeonatos nacionales: Portuguesa Fútbol Club 9 – UD Canarias 1 (1977).
  - En torneos internacionales: Portuguesa Fútbol Club 4 – Melgar 0 (1984).
- Mayor goleada recibida: 
  - En campeonatos nacionales: Mineros de Guayana 10 – Portuguesa Fútbol Club 0 (1993).
  - En torneos internacionales: Palestino 6 – Portuguesa Fútbol Club 0 (1979).
- Mejor puesto en la liga: 1.º (1973, 1975, 1976, 1977, 1978)
- Peor puesto en la liga: 18.º (2014-15).
- Mejor participación internacional: Semifinales (Copa Libertadores 1977).
- Equipo Filial: Portuguesa Fútbol Club ''B''.

#### Denominaciones
| Año  | Nombre                 |
| ---- | ---------------------- |
| 1972 | Portuguesa Fútbol Club |

## Participaciones internacionales
El Portuguesa F.C. ha participado 9 veces en torneos internacionales, siendo todas en Copa Libertadores de América, su mejor participación fue en la Copa Libertadores 1977 donde llegaría hasta semifinales.
| Competencia                      | Edición                                              |
| -------------------------------- | ---------------------------------------------------- |
| Copa Libertadores de América (9) | 1974, 1975, 1976, 1977, 1978, 1979, 1981, 1984, 2024 |

## Plantilla

### Plantilla actual
(*) Jugadores Juveniles Sub-18, según reglamento del Torneo debe haber al menos 1 jugador Sub-18 en cancha
|}

## Distinciones Individuales

#### Goleadores en campeonatos nacionales[4]
| Año                                     | Jugador                      | Goles |
| --------------------------------------- | ---------------------------- | ----- |
| Primera División de Venezuela 1975      | Pedro Pascual Peralta        | 20    |
| Primera División de Venezuela 1976      | Pedro Pascual Peralta        | 25    |
| Primera División de Venezuela 1977      | Jairzinho / Juan César Silva | 20    |
| Primera División de Venezuela 1980      | Wilfrido Campos              | 12    |
| Primera División de Venezuela 1987      | Johnny Castellanos           | 16    |
| Segunda División de Venezuela 2002-03   | José María Morr              | 12    |
| Segunda División A de Venezuela 2011-12 | Julián Marulanda             | 18    |
| Segunda División de Venezuela 2013-14   | Victor Renteria              | 16    |

#### Goleadores en campeonatos Internacionales
| Año                    | Jugador          | Goles |
| ---------------------- | ---------------- | ----- |
| Copa Libertadores 1977 | Juan César Silva | 5     |

## Entrenadores
| Entrenador            | Período   |
| --------------------- | --------- |
| Isidoro Rodríguez     | 1972      |
| Walter Roque          | 1973-1974 |
| Vladimir Popovic      | 1974-1975 |
| Benjamín Fernández    | 1975-1976 |
| Vladimir Popovic      | 1976-1977 |
| Celino Mora           | 1977-1979 |
| Carlos Felipe Núñez   | 2003-2004 |
| Liberio Mora          | 2006-2007 |
| Celino Mora           | 2007-2008 |
| William Pacheco       | 2008      |
| Eduardo Contreras     | 2008-2009 |
| José Luis Jiménez     | 2009      |
| Gustavo Valencia      | 2010      |
| Johnny Lucena         | 2010-2012 |
| Carlos Felipe Núñez   | 2012      |
| José Luis Dolgetta    | 2013      |
| Francesco Stifano     | 2013-2014 |
| Lenin Bastidas        | 2014-2015 |
| Renato Renauro        | 2016      |
| Horacio Matuszyczk    | 2016-2017 |
| Carlos Horacio Moreno | 2017-2018 |
| Raúl Vargas           | 2018      |
| Raymond Páez          | 2018      |
| Jobanny Rivero        | 2019      |
| José Parada           | 2019-2020 |
| Alí Cañas             | 2020-2022 |
| Martín Brignani       | 2022-2023 |
| Jesús Ortiz           | 2023-2024 |
| Giancarlo Maldonado   | 2025-act. |

## Junta directiva y organigrama del club

### Organigrama
| Cargo                  | Nombre |
| ---------------------- | --- |
| Presidente             | Vito Recchimurzo |
| Vicepresidente         | Maiker Frías |
| Miembros               | Orlando Cárdenas |
| Miembros               | Luis Fernández |
| Miembros               | Olimpia Labrador |
| Asesor Presidencia     | Gianni Mazzocca |
| Gerente General        | Eduardo Herrera |
| Gerente Deportivo      | Gerzon Chacón |
| Gerente de Operaciones | Rafael Guaricuco |
| Medios y Prensa        | Patricia Almao - Directora de Medios Francisco Miliani - Asistente de Medios María Gabriela Almao - Redes Sociales Juan Sánchez - Fotógrafo Raiber Jiménez - Diseñador Gráfico |

### Presidentes
| Presidente          | Período   |
| ------------------- | --------- |
| Gaetano Costa       | 1972-1978 |
| Arnaldo Alvarado    | 1979-1983 |
| José Luis Goncalves | 1984-1992 |
| Nelson Maldonado    | 1992-1994 |
| Salvador Russo      | 1994-1995 |
| Graziano Dorta      | 1995-1996 |
| Carlos Felipe Nuñez | 1996-2005 |
| Rafael Vázquez      | 2005-2008 |
| Juan Rondon         | 2008-2010 |
| Nelson Escobar      | 2010-2014 |
| Generozo Mazzoca    | 2014-2020 |
| Maiker Frias        | 2020-2024 |
| Vito Recchimurzo    | 2024-act. |

## Palmarés

### Torneos nacionales
Nota: en negrita competiciones vigentes en la actualidad.
| Competición nacional                | Títulos                       | Subcampeonatos    |
| ----------------------------------- | ----------------------------- | ----------------- |
| Primera División de Venezuela (5/3) | 1973, 1975, 1976, 1977, 1978. | 1974, 1980 , 1983 |
| Copa Venezuela (3/1)                | 1973, 1976, 1977.             | 1990.             |
| Segunda División de Venezuela (2/2) | 2005-06, 2013-14              | 2000-01, 2011-12  |

| Portuguesa FC                                                                | - | 5 | 3 | - | 2 | - | - | - | - | - | - | - | 10 |
| Datos actualizados a la consecución del último título el 7 de marzo de 2017. |   |   |   |   |   |   |   |   |   |   |   |   |    |

## Canteras Juvenil
También posee una cantera de la sub-20 hasta la sub-10.

### Torneos Juveniles
- Serie Nacional Sub-18: 2012-13[5]
- Serie A Inter Regional Sub20: 2011-12[6]
- Liga FUTVE Junior (Sub17): 2022[7]

## Medios de comunicación

### Cobertura Mediática

#### PortuguesaFCTV
Canal del Portuguesa F.C

#### Fanática 99.5fm
La radio que transmite los juegos del conjunto pentacampeón de Venezuela

### Redes sociales
- Portuguesa Fútbol Club en X (antes Twitter)
- Portuguesa Fútbol Club en Instagram
- Portuguesa Fútbol Club en Facebook
- Portuguesa Fútbol Club en YouTube.

## Filiales
- Portuguesa Fútbol Club B

- Portuguesa Fútbol Club (femenino)

Participa en torneos regionales y nacionales
- Portuguesa Futsal Club

Equipo que participa en la Liga Venezolana de Fútbol Sala y Torneo Superior de Futsal de Venezuela.